# Point Distribution Model
Point Distribution Models werden im Bildverstehen eingesetzt. Man kann damit zweidimensional oder dreidimensional Objekte aus der wahren Welt modellieren. Ihre Stärke entfaltet sich bei Objekten, die sich in einer flüssigen Art und Weise deformieren können, wie z. B. Gesichtszüge.

## Erstellen eines PDM-Modells
Man erstellt ein Point Distribution Model für ein bestimmtes Objekt, indem man Hunderte von Bildern dieses Objekts in unterschiedlichen Deformierungen sammelt. Ein PDM besteht aus einer bestimmten Anzahl von zweidimensionalen oder dreidimensionalen Punkten. Nun wird jeder Punkt in jedem Bild an derselben Stelle des Objekts platziert. Durch die Analyse der gegenseitigen Korrelation der Punkte erhält man Bewegung der Punkte bei der Deformierung.